# 艾因貝達 (瓦爾格拉省)
31°56′18″N 5°24′1″E / 31.93833°N 5.40028°E

艾因貝達（阿拉伯语：‎），是阿爾及利亞的城鎮，位於該國東部瓦爾格拉省，由西迪胡維萊德區負責管轄，面積1,973平方公里，海拔高度139米，2008年人口19,039，人口密度每平方公里10人。